# Starzlach (Ostrach)
Die Starzlach, auch Burgberger Starzlach oder Winkler Starzlach genannt, ist ein zusammen mit seinem Hauptoberlauf Stuhlbach 11 km langer Bach der Allgäuer Alpen, der am Nordrand von Sonthofen im Landkreis Oberallgäu in Bayern von rechts und Nordosten in die unterste Ostrach mündet.
In der Region gibt es zwei weitere Gewässer desselben Namens (siehe Begriffsklärungsseite  Starzlach). Das Einzugsgebiet der am Oberlauf Wertacher Starzlach genannten Namensschwester grenzt sogar an die obere Wasserscheide der hier behandelten Starzlach an.

## Etymologie
Der Name Starzlach bedeutet „über die Felsen springende Ach“, auch „Sturzbach“.

## Geographie

### Verlauf
Die Starzlach entsteht durch den Zusammenfluss des linken Hauptquellbachs Stuhlbach und des rechten Weiherbach in seinem südwestlich laufenden Tal zwischen Wertacher Hörnle im Ostsüdosten und Grünten im Westnordwesten.

#### Oberlauf Stuhlbach
Der Stuhlbach entsteht auf rund 1555 m ü. NHN am nördlichen oberen Hang des Rosskopfes (1596 m ü. NN) am Rand einer Matte und läuft zunächst nördlich durch den Großen Wald zu Tale. Etwa auf 1150 m ü. NN beginnt er eine weite Linkskurve von fast anderthalb rechten Winkeln, nach der er auf etwa 1010 m ü. NHN an der ehem. Diensthütte (BaySF) heute Unterkunftshütte Bergwaldhaus Dreiangelhütte die Fließrichtung der Starzlach erreicht, die hier durch den Zulauf des Weiherbachs von rechts entsteht. (Quellgrund im Dreiangel) Der Stuhlbach ist etwa dreieinhalb Kilometer lang und entwässert etwa vier Quadratkilometer des linken und südöstlichen Obertalhanges.

#### Oberlauf Weiherbach
Der nur etwa zwei Kilometer lange Weiherbach mit einem Einzugsgebiet von etwa dreieinhalb Quadratkilometern und einem südwestlichen Lauf entsteht auf nur etwa 1070 m ü. NHN in einer Lichtung östlich der Sattelhütte und sammelt das Wasser der rechten, nordwestlichen Talseite.  Sein Ursprung ist weniger als 700 Meter vom Lauf der am Oberlauf Wertacher Starzlach genannten anderen Starzlach entfernt, die hinter dem sich weniger als 20 Meter über dem Weiherbach-Ursprung erhebenden Hochtalsattel ihren Lauf in Gegenrichtung zur Wertach kehrt.

#### Unterlauf Starzlach
Die Starzlach läuft von Anfang bis Ende auf der Talachse südwestlich und sammelt einige rechte und linke Zuflüsse, bis sie kurz gegen Ende ihres Bergtales südlich des Grünten die Starzlachklamm durchläuft und schließlich vor dessen Ausgang in die weite Sonthofener rechter Talebene der Iller auf Höhen um 790 m ü. NHN das Rückhaltebecken der Ofenwaldsperre. Dann lässt sie vor ihren letzten zwei Kilometern den Wald hinter sich, passiert den Ortsteil Winkel und erreicht schließlich den Nordrand von Sonthofen selbst, wo sie dann auf etwa 740 m ü. NHN an der Flussbrücke der St 2007 nach Burgberg im Allgäu von rechts und Nordosten in die Ostrach mündet, die sich selbst weniger als zwei Kilometer weiter abwärts in die Iller ergießt.

### Einzugsgebiet
Die Starzlach entwässert fast 21 km² eines Alpentales zwischen den Bergzügen des Grüntens an der Nordwest- und des Wertacher Hörnles an der südöstlichen Talseite in südwestlicher Richtung zur Ostrach in Sonthofen. Hinter dem fast geschlossenen ovalen Bergring, auf dessen Kamm die Wasserscheide liegt, konkurriert im Nordwesten der Rossbach zur Iller, im Norden der Herzlessteinbach zum Wertach-Zufluss  Wertacher Starzach, im Nordosten der Schwellbach ebenfalls zu dieser, deren unmittelbares Einzugsgebiet dann im Osten angrenzt. Jenseits des Kamms im Südosten fließt ihr noch der fast Namensgleichen noch der Weißenbach zu. Jenseits des Bogens von Süden bis Westen gibt es nur kleine Bäche zur Ostrach, danach bis Nordwesten ebensolche zur Iller.

### Zuflüsse
Hierarchische Liste der Zuflüsse und  Seen unter dem jeweiligen Vorfluter von dessen Quelle zu dessen Mündung eingerückt aufgeführt. Quellen für Angaben zu Länge und Einzugsgebiet sind vermerkt.
- Stuhlbach, linker Haupt-Quellast, 3,4 km[GV 1] und 4,0 km².[GV 2]
  - Höflesbach, von links
  - Langenschwandbach, von rechts
    - Schwelbach, von links
- Weiherbach, rechter Quellast, 2,1 km[GV 1] und 3,4 km².[GV 2]
  - Autobelbach, von rechts
    - Giggltobelbach, von links
- Höllbach, von links, 3,1 km[GV 1] und 2,1 km².[GV 2]
- Schwefelwasser, von links
- Kottersbach, von links, 2,1 km[GV 1] und 2,1 km².[GV 2]
  - Mordrückentobelbach, von links
- (Bach aus dem Hüttentobel), von links
- Zwingtobelbach, von rechts
- Durchfließt das – unbeständig Wasser haltende – Rückhaltebecken der Ofenwaldsperre

### BayernAtlas („BA“)
Amtliche Online-Gewässerkarte mit passendem Ausschnitt und den hier benutzten Layern: Lauf und Einzugsgebiet der Starzlach

Allgemeiner Einstieg ohne Voreinstellungen und Layer: BayernAtlas der Bayerischen Staatsregierung (Hinweise)
1. 1 2 3  Höhe abgefragt auf dem Hintergrundlayer Amtliche Karte (Rechtsklick).

### Gewässerverzeichnis Bayern („GV“)
1. 1 2 3 4 5 6  Länge nach: Verzeichnis der Bach- und Flussgebiete in Bayern – Flussgebiet Donau von Quelle bis Lech, Seite 9 des Bayerischen Landesamtes für Umwelt, Stand 2016 (PDF; 2,3 MB) (Dazu Folgeseite; Seitenzahlen können sich ändern.)
2. 1 2 3 4 5  Einzugsgebiet nach: Verzeichnis der Bach- und Flussgebiete in Bayern – Flussgebiet Donau von Quelle bis Lech, Seite 9 des Bayerischen Landesamtes für Umwelt, Stand 2016 (PDF; 2,3 MB) (Dazu Folgeseite; Seitenzahlen können sich ändern.)

### Sonstige
1. ↑  Hansjörg Dongus: Geographische Landesaufnahme: Die naturräumlichen Einheiten auf Blatt 187/193 Lindau/Oberstdorf. Bundesanstalt für Landeskunde, Bad Godesberg 1991. → Online-Karte (PDF; 6,1 MB)
2. ↑  Hansjörg Dongus: Geographische Landesaufnahme: Die naturräumlichen Einheiten auf Blatt 188/194 Kaufbeuren/Mittenwald. Bundesanstalt für Landeskunde, Bad Godesberg 1993. → Online-Karte (PDF; 6,4 MB)
3. ↑  Abflussdaten zur Starzlach (Seite nicht mehr abrufbar, festgestellt im Mai 2019. Suche in Webarchiven)  Info: Der Link wurde automatisch als defekt markiert. Bitte prüfe den Link gemäß Anleitung und entferne dann diesen Hinweis. vom Hochwassernachrichtendienst Bayern.
4. ↑  Der Sturzbach, der über Felsen springt: Die Starzlachklamm, in: Dieter Buck, Fundort Natur Allgäu. Ausflüge zu Natursehenswürdigkeiten, Verlag ars vivendi, Cadolzburg 2006, 2. Auflage, S. 81–83, ISBN 3-89716-205-9